# Walter Hofmann
Walter Hofmann (Sömmerda, 26 de septiembre de 1949) es un deportista de la RDA que compitió en piragüismo en la modalidad de eslalon.
Participó en los Juegos Olímpicos de Múnich 1972, obteniendo una medalla de oro en la prueba de C2 (haciendo pareja con Rolf-Dieter Amend). Ganó cuatro medallas en el Campeonato Mundial de Piragüismo en Eslalon entre los años 1971 y 1977.

## Palmarés internacional
| Juegos Olímpicos   | Juegos Olímpicos    | Juegos Olímpicos | Juegos Olímpicos |
| Año                | Lugar               | Medalla          | Competición      |
| ------------------ | ------------------- | ---------------- | ---------------- |
| 1972               | Múnich (RFA)        | Medalla de oro   | C2 individual    |
| Campeonato Mundial |                     |                  |                  |
| Año                | Lugar               | Medalla          | Competición      |
| 1971               | Merano (Italia)     | Medalla de oro   | C2 por equipos   |
| 1971               | Merano (Italia)     | Medalla de plata | C2 individual    |
| 1975               | Skopie (Yugoslavia) | Medalla de oro   | C2 por equipos   |
| 1977               | Spittal (Austria)   | Medalla de oro   | C2 individual    |